# 燃えよデブゴン TOKYO MISSION
『燃えよデブゴン TOKYO MISSION』（もえよデブゴン トウキョウミッション、原題：肥龍過江、英題：Enter the Fat Dragon）は、2020年制作の香港のアクション・コメディ映画。
サモ・ハン・キンポー主演の往年の人気シリーズ『燃えよデブゴン』を、ドニー・イェン主演で現代の東京を舞台にリブートした新たな作品であり、以前の『燃えよデブゴン』シリーズと設定上のつながりはない。本作の製作に至る経緯は「エピソード」を参照。

## あらすじ
香港警察の熱血刑事チュウ・フクロンは女優ソン・ホーイとの結婚写真撮影当日、銀行強盗に遭遇する。フクロンの同僚刑事・ウォンは黄色いバンの車内で現場待機していたが、犯人たちが誤ってバンに乗り込んでしまったため、フクロンは走行するバンの車内外でウォンとともに大捕物を繰り広げる。追跡中にフクロンによってウォンはバンの車外に放り出される。過激な追跡劇の末、フクロンが乗ったバンは香港警察に突入し、香港警察の長官を轢く寸前で停車した。
銀行強盗の犯人が逮捕されたことによりウォンは警視に栄進するが、バンの車内にいたフクロンは騒動の全責任を取らされ、閑職の証拠品保管室（香港警察地下）に左遷、おまけにホーイからまで別れを切り出されてしまう。自転車事故で足を骨折したことをきっかけにやけになったフクロンは暴飲暴食に走り、6か月後には激太りして体重120kgになってしまった。
そんなある日、フクロンは香港警察の上司となったウォンから、日本で起きたひき逃げ事件の容疑者で、銀行強盗事件の爆破被害で負傷し入院していた山本勇二を日本に護送する任務を命じられた。フクロンは日本行きの飛行機で偶然、築地市場でのイベントに出演するため日本に向かうホーイと再開する。
日本に到着したフクロンは警視庁の遠藤刑事、広東語通訳のマギーの2名と合流して山本を護送するが、トイレ休憩に立ち寄った道の駅で、山本に逃げられてしまう。これらの騒動の黒幕は、築地市場の裏で麻薬密売を取り仕切る暴力団・東野組の島倉だった。以前、築地市場である映像を偶然撮影してしまった山本は島倉たちに狙われていたのである。
激太りしても並外れた身体能力と正義に燃える心を失っていなかったフクロンは、遠藤刑事の動向に不信感を覚え、新宿・歌舞伎町に在住する香港人のシウサーたちと協力しながら、東野組の島倉一味と戦うことになってしまう。ホーイを人質にとった島倉が選んだフクロンとの決戦場所は、東京タワーだった。

## キャスト
チュウ・フクロン（朱福龍）
演 - ドニー・イェン（甄子丹）、日本語吹替 - 大塚芳忠
香港警察の熱血刑事だが、騒動を起こしたため捜査現場を外され、左遷されてしまう。ひょんなことから、ウォンに命じられた仕事で日本に出張する。
ソン・ホーイ（宋可兒）
演 - ニキ・チョウ（周勵淇）、日本語吹替 - 本田貴子
フクロンの彼女で、売れない女優。大騒動をきっかけに、フクロンとは一旦破局する。築地市場のイベントの仕事で来日する。
ウォン（黄）
演 - ルイス・チョン（張繼聰）、日本語吹替 - 山本兼平
フクロンの同僚。銀行の張り込みを行っていたが、銀行強盗団に黄色いバンを強奪される。追跡劇の過程で車外に放り出されたことから、フクロンとは違って責任を問われず、香港警察で警視に出世。部下になったフクロンとは喧嘩しながらも、陰ながら支える存在。
香港警察長官
演 - アンソニー・チャン（陳友）
フクロンが乗ったバンに轢かれそうになったことに激怒し、フクロンを左遷する。
シウサー（瀟洒/瀟灑哥）
演 - ウォン・ジン（王晶）、日本語吹替 - 水島裕
香港人の元刑事。訳あって、今は歌舞伎町で甘栗の屋台を経営している。
フォンワー（芳華）
演 - テレサ・モウ（毛舜筠）、日本語吹替 - 今泉葉子
歌舞伎町の火鍋店「風華居」のオーナー兼店長で、シウサーの元彼女。日本のヤクザに借金があり、返済を迫られている。
シウフー（小虎）
演 - チェイニー・リン（百度百科 項目へのリンク）（林秋楠）、日本語吹替 - 今井麻夏
フォンワーの甥。小さいながらもカンフーの達人。
遠藤助三
演 - 竹中直人
警視庁の刑事。一見すると単なる無気力・無能な人間だが、実は裏でヤクザと癒着している悪徳刑事。
マギー
演 - ジェシカ・ジャン（湛琪清）、日本語吹替 - 三石琴乃
警視庁で働く広東語通訳。
島倉タカシ
演 - 丞威
築地市場の裏で麻薬密売を仕切る暴力団・東野組の若手幹部。冷酷非道で、自分の利益のためには手段を選ばない。遠藤刑事とも裏でつながっている。
東野太郎
演 - 渡辺哲
東野組組長。香港映画の熱心なファンで、映画で見かけたホーイの面白さを気に入り、島倉に命じてホーイを築地市場でのイベントに呼ぶ。
東野組若頭
演 - 島津健太郎
東野組長の忠実な側近。島倉によって惨殺される。エンドロールの役名は「Goofy（高飛）」。
山本勇二
演 - 葉山豪
日本のアダルトビデオ監督。ある映像を撮ってしまったことにより島倉たちに狙われており、日本での護送中に、道の駅でデコトラに飛び移って逃走する。その後、島倉たちに野球の硬球を投げつけられる拷問を受け、殺害される。
築地の人魚
演 - バービー
カメオ出演。山本が監督する映像作品『築地マーメイド』の主演女優。
東野組組員
演 - 三元雅芸
フォンワーの火鍋店を襲撃するヤクザのリーダー。作中では様々な襲撃シーンで重要な役割を担う。エンドロールの役名は「Benny（賓尼）」。
ブラザー・シャーク（鯊哥）
演 - 鈴村正樹
シウサーが歌舞伎町で経営する甘栗店の売り子。
市長
演 - 大石吾朗
東野組が仕切る築地市場のイベントに出席する。
銀行強盗団のリーダー
演 - ヤン・ファ（厳華）
凶悪な性格で、ナイフ、金槌などの凶器を駆使し、バンの車内でフクロンと最後まで格闘する。厳華はドニー・イェンが率いる「イェン・アクションチーム（甄家班）」において主要な役割を務めるベテランアクション俳優であり、本作においてユー・カン（喩亢）とともにアクション指導も担当している。
銀行強盗団のメンバー
演 - ユー・カン（喩亢）、郝振杰、李歧杰
銀行強盗団のドライバー
演 - 陳少華
強盗団の黒いワゴン車を交通違反でレッカー移動されたため、ウォンの黄色いバンを乗っ取る。警察のバイクにバンで体当りして警官を転倒させるなど、リーダーに負けず劣らず凶悪な性格の持ち主。
香港の駐車監視員
演 - ウォン・チョーラム（王祖藍）
カメオ出演。ウォンに反則切符を切ろうとするも、ウォンが香港警察の身分証を示すと悪態を吐いて立ち去る。
銀行のマネージャー
演 - ジム・チム・スイマン（詹瑞文）
襲撃された銀行のマネージャー。
フクロン、ウォンの同僚刑事
演 - ローレンス・チョウ（周俊偉）、ジェリー・ラム（林曉峰）
フクロンの同僚。ウォンとともに銀行強盗の張り込みを行っていたが、犯人を取り逃がす。フクロンが左遷された途端に、他の同僚とともに残業がなくなることを喜ぶ。
バナナ日報の記者、トマト新聞の記者
演 - タイソン・チャック（泰臣）、ボブ・ラム（林盛斌）
フクロンと銀行強盗団の追跡劇を取材する記者たち。
白服の殺し屋
演 - フィリップ・ン（伍允龍）
カメオ出演。フクロンが左遷される際の回想シーンに登場する。

## エピソード

### 製作について
- 本作主演のドニー・イェンが以前、太った男（特殊メイクで変装したドニーの一人二役）と共演する寝具メーカー[注 11]のCM[10][11]を制作したところ、香港映画の業界内の評判が良かった。特に、ドニー・イェンの出世作となった『イップ・マン』シリーズで監督を務めたウィルソン・イップ（葉偉信）が、「あの（太った）キャラはいいよ。あれ、映画になるよ」とドニーに伝えたことがきっかけとなり[12]、太ったドニー主演のカンフー映画を撮ったら、サモ・ハン・キンポー主演の『燃えよデブゴン』（1978年）の再現ができるのではないか、というドニーのアイデアを元に、本作の製作が開始された[13]。監督の谷垣健治も、最初の発想は「ドニーが太ったら面白い」という程度のものであったと述べている[14]。
- 最初期の構想としては「太ったドニーが少林寺に行って悪党をやっつける」と「太ったドニーが東京に行って悪党をやっつける」という2案があり、後者が採用された[12]。谷垣の当初の構想は「太ったドニーが東京で屋台を引きながら悪者をやっつける」というものだったが、ウォン・ジンが脚本を書き、ドニー・イェンがアイデアを入れた結果、当初の構想と全く違う話になってしまった[14]。
- 本作のタイトルは中国語・英語ともに『燃えよデブゴン』と同一の「肥龍過江/Enter the Fat Dragon」であるが、ストーリー設定は『燃えよデブゴン』シリーズと完全に独立した別個の作品である。ただし、本作に『燃えよデブゴン』のタイトルを使用するため、主演のドニー・イェンたちはわざわざ『燃えよデブゴン』（1978年）の版権買い戻しまで行っている[13]。
- 本作の監督である谷垣健治はドニー・イェンのチームで長年仕事をともにしており、深い信頼関係を築いている。この映画の撮影も、先述のCM撮影の監督が谷垣だったことから、ドニー・イェンから「お前が（映画の）監督（を）やれ」と言われた谷垣が、映画監督の仕事を引き受けたものである[15]。
- 谷垣がアクション監督を大内貴仁に任せたのも、大内に対するドニー・イェンの信頼が厚かったためである[15]。
- 当初、ドニー・イェンは本作のために体重を増やすつもりでいたが、『イップ・マン 完結』（2019年）の撮影と並行していたため、体型を変えるわけには行かず、本作では特殊メイクで太った体型にせざるを得なかった。その結果、アクション時に特殊メイクによる荷重の負担（数十kg以上）が体にかかることになり、自然に太るよりもかえって大変だったと回想している[16]。
- 日本側のアクションチームによる市場内の格闘シーンのビデオコンテの案について、「俺がこんな（コミカルな）キャラをやるわけないだろう。コメディだけど俺が笑われるんじゃないんだ」とドニー・イェンが難色を示した。そのため、市場内のアクションに使用する予定だったセット類は一旦解体した。しかし数日後にドニーは突然態度を急変させ、「ケンジ、日本人チームは最高だ。あのVコン（ビデオコンテ）も本当に面白い。もう俺はお前ら（日本側）の言われたとおりにするから、あのままやってくれ」と谷垣に伝えたため、日本側の案がほぼそのまま採用されることになった。谷垣は、ドニーの妻がビデオコンテを面白いと評価したことが、ドニーの態度の急変に影響したのではないかと推測している[12]。
- 市場内のアクションシーンのビデオコンテが、ジャパン・アクション・ギルドの公式YouTubeチャンネルで2021年1月25日に公開された[12]。日本側アクションチームの提案内容が、本編にほぼ全て採用されていることがわかる。ただし、前述の理由により撮影時には既にマグロの模型が解体されていたため、マグロにドニーが乗って滑るシーンは本編では撮影されなかった。ビデオコンテでドニー役を担当したのは、本作でアクション監督補ならびに甘栗店の売り子役を務めた鈴村正樹である。
- 鈴村のコミカルなキャラクターをドニーが気に入ったため、本編中ではほぼアクション無しで鈴村が甘栗店の売り子を演じることになった[17]。
- 本作の編集直前に2カット分だけシーンが不足していたが、既に制作予算が底をついていたため、谷垣が同じ映画会社の別の撮影班に無理に頼み込んで、該当のカットを撮影させてもらった[12]。

### 過去作品へのオマージュ
- ブルース・リー主演『ドラゴンへの道』（1972年、原題「猛龍過江」）のメインテーマが、本作のオープニング・エンディング、作中のフクロンのスマートフォンの着信音に一貫して使用されている。
- 本作の日本版以外では、『死亡遊戯』（1972年）主演のブルース・リーと同じ、黄色に黒のラインのジャージ（トラックスーツ）を着用してヌンチャクを振り回すフクロンの写真が各種広報用に使用されている。このシーンは本作中に登場しない広報専用のものであるが、東京タワーでの最終決戦ではフクロンが別の衣装でヌンチャクを使用する。
- 黄色いバンが走り回る冒頭のアクションシーンはジャッキー・チェン主演『スパルタンX』（1984年）、フォンワーの火鍋料理店がヤクザに襲撃されるシーンは『ドラゴンへの道』、タワーでの最終決戦は『死亡遊戯』などを想起させるものであり、本作全体を通して、香港カンフー映画に対するオマージュと敬意に溢れる内容となっている。
- 島倉率いる東野組のヤクザたちが野球のボール（硬球）を山本に投げつけて拷問する本作のシーンは、北野武監督・主演『アウトレイジ ビヨンド』（2012年）を想起させる[注 12]。
- フクロンが証拠品保管室に左遷される前のウォンとの会話で、回想シーンが2カット入る。冒頭の格闘シーンが『導火線 FLASH POINT』（2007年）、次の路地裏の格闘シーンは『SPL/狼よ静かに死ね』（2005年）のものである。これらはドニー・イェン主演の代表的なアクション映画であるが、これらの作品におけるドニーの役名は刑事の「マー・グヮン（馬軍）」であり、時代設定も香港返還直前（1997年頃）となっているため、厳密には本作と世界観が直結していない。ただし、本作ではドニー・イェン＝フクロン刑事という扱いで、該当の回想シーンがパロディとして引用されている。
- 『導火線 FLASH POINT』の回想シーンはそのまま引用されているが、回想直後のフクロンとウォンの会話で、香港で野鳥の楽園として知られる湿地帯の南生圍（ナムサンワイ）（中国語版）をフクロンが半焼させてしまったというパロディ設定が新たに追加されている。
- 『SPL/狼よ静かに死ね』の回想シーン（正確には回想シーン風のよく似せたパロディ劇中作）は、本作のためにわざわざ当時の場所と衣装で取り直したものである[15]。本来のシーンは特殊警棒を持つマー刑事が、ナイフを駆使する凶悪な殺し屋ジェット[注 13]（ウー・ジン（呉京））と路地裏で凄惨な死闘を繰り広げるクライマックスシーンであるが、本作の回想シーンでは、フクロンの警棒が最初から壊れていたためバッグを武器にして殺し屋を袋叩きにする、殺し屋がバナナの皮で滑って転び「人違いだ」と騒ぎ立てるなどのギャグが短いシーンに多数盛り込まれている。なお、本作の回想シーンで殺し屋を演じる俳優は、ウー・ジンとは本当に別人（フィリップ・ン（伍允龍））である。
- 漫画家のみうらじゅんは、本作日本語版の公式サイトで「スゴイ！ドニー先生がお一人で70年代のカンフーブームを再現されている。しかも『死亡の塔』を彷彿させる東京で。そのセットもまた、スゴイ！」と評している[18]。

### 撮影情報

#### ロケ地
- 本作のロケは香港、日本、中国・深圳の3つのエリアで行われた[15]。
- 魚市場での一連のシーンは劇中の設定の築地市場ではなく、千葉県成田市の旧成田市公設地方卸売市場で撮影された。撮影は数日間におよび、アクションシーンと通常の芝居のシーンをそれぞれのチームが市場内の別の場所で同時に早朝から深夜まで撮影する過酷なものであった。
- 東野組本部としてロケに使用されたのは、東京都小金井市の大森武蔵野苑（大森邸）である。その他、栃木県佐野市の「道の駅どまんなか たぬま」[注 14]、六本木、新橋、東京タワー付近の芝公園、東京都荒川区のアルファスタジオ、日活調布撮影所などで撮影が行われた[15]。

#### 中国・深圳でのセット撮影
- 歌舞伎町を思わせる繁華街と東京タワーのアクションシーンは、全て中国・深圳のスタジオセット内で撮影されている。
- 日本上映版では「本作の東京タワーはセット撮影とCGを用いており、（格闘シーンは）実際の東京タワーで撮影されたものではない」という内容の注意テロップが冒頭に表示される。
- 繁華街のセットには歌舞伎町一番街入口を模したアーチがあり、「黄金一番街」という看板が掲げられている。監督の谷垣によると「新宿西口の思い出横丁、歌舞伎町、中華街、そしてゴールデン街のイメージを組み合わせたような街のセット」である[15]。
- 繁華街のセットは、格闘映画の仕事に慣れている中国の美術部スタッフが、屋根の瓦をウレタンで作ったり、見えない部分を通り抜けられるようにするなど、アクション用に様々な工夫を凝らしたものである[15]。
- 繁華街の看板は「天下一品」「楽釜製麺所」など実在する店名が多数書かれているが、フォンワーが自分の車（一汽VWボーラ）で突っ込むコンビニ店舗の看板は、セブン-イレブンの「7 ELEVEN」によく似せた「Z PLUS」のロゴになっている。
- 東京タワーのシーンに登場する警視庁のヘリコプターも、中国の美術部スタッフが製作した精巧なモックアップである[15][19] 。
- その他、香港の銀行や香港警察地下の保管室なども全てセットであり[20]、製作費用の総額は約1000万人民元（日本円で約1億6千万円）であった[15]。
- 本作の繁華街や東京タワーの格闘シーンのメイキング動画を、YouTubeで視聴することができる[21][22]。

#### 出演車両
- 冒頭の黄色いバン（フォード・トランジット）のアクションシーンでも、セットが活用されている。走行シーンは実際のバン車両を使用しているが、内部の格闘シーンは実物より一回り大きいバンの車内空間をセットとして組み、その中で撮影している[20]。フォード・トランジットは、日本国内向けのバン車両（トヨタ・ハイエースや日産・キャラバンなど）と比べると大型のバンであるが、車内高さはハイルーフ仕様でも最大で約180cmであり[23]、実物を使用した車内格闘シーンの撮影が物理的に困難だったため、セット撮影を行ったのである。
- 山本が道の駅で逃走する際に飛び移ったデコトラは、「黒潮船団」所属の「龍虎丸」である。
- 繁華街のアクションシーンは中国・深圳のスタジオで撮影されているため、出演する車両は全て左ハンドルである。一国二制度を取る中国では、元植民地だった香港とマカオは左側通行・右ハンドルであるが、中国大陸側は右側通行・左ハンドルであり、原則として右ハンドル車は中国国内（大陸側）に輸入禁止となっているためである。終盤の繁華街のシーンで遠藤刑事が乗ってくる覆面パトカーは、トヨタ・マークXの中国生産車「一汽豊田Reiz」である[注 15]。
- 繁華街のシーンの最後で遠藤刑事を撥ねるトヨタ・ハイエース スーパーロングは右ハンドルになっている[注 16]。これは、遠藤刑事が路上に飛び出すカット以降が日本ロケの映像に切り替わっているためである。その後、島倉が東京タワーからフクロンに電話を掛けるカット以降は、東京タワーの外観シーンを除き、再び中国・深圳のスタジオ撮影に戻っている。
- 日本ロケで使用されたパトカー（劇用車）はトヨタ・クラウンであるが、中国のスタジオ撮影で使用されたパトカーはトヨタ・コロナの中国輸出仕様車[注 17]である。

### 出演者のエピソードなど
- 竹中直人は香港映画界において人気が高く、竹中の出演は香港製作サイドの強い要望であった[9][24]。
- 竹中は、カツラを被ってほしいというドニーの要望に応える一方、「こっちにもカツラを選ぶ権利がある！」と主張し、わざわざ自分のカツラを持参した[9]。また、本作で竹中は複数のカツラを使用しており、香港・中国の現地スタッフが製作したカツラも併用した。竹中は、現地で製作したカツラのフィット感を高く評価している[25]。
- 作品の終盤では、竹中の持ちネタであるブルース・リーの物まねを披露している。エンディングロールでも竹中がブルース・リーの物まねを演じているカットが使用されている。
- 竹中と谷垣は本作について『日刊SPA!』誌上で対談をしており、「竹中さんはブルース・リー、谷垣監督はジャッキー・チェンがご自身のルーツだそうですが、お二人にとって真のアクションスターの条件とは？」という問いに、竹中は「僕の中ではやっぱり千葉真一さんとか、往年のアクションスターたちがすごく心に残っているんです。そういう意味では、ドニー・イェンも、僕にとって現代のブルース・リーみたいなところがあるかもしれない」、谷垣は「僕たち作り手は、あの手この手で新しいアクションを設計するし、アクションができる俳優も増えています。でも、結局は『そこにいるだけで（画面を）成立させられる』存在感がある俳優にスター性を感じます。竹中さんはアクロバティックなことはしないけど、表現に往年のアクションスターのような味がありますよね」と、それぞれ答えている[26]。
- 「山本勇二」の役名は、映画監督の下村勇二から取られたものであり、香港の製作サイドが下村をイメージして作ったキャラクターである[27]。
- カメオ出演しているバービーは、本作の出演をドッキリだと思っていた[28]。
- 日本上映版予告編のナレーターは、若本規夫である[29]。